# 向原古墳群
向原古墳群（むかいはらこふんぐん）は、神奈川県鎌倉市由比ガ浜2丁目・3丁目地内にあったとされる古墳時代の古墳群である。采女塚（うねめづか）と和田塚（わだづか）があったというが、両者は同一古墳ではないかとの説もある。明治時代に形象埴輪が出土した。

## 概要
鎌倉では古墳時代の遺跡は、周囲の山々斜面に築かれた横穴墓群（鎌倉型横穴墓など。鎌倉時代以後に造られた供養窟のやぐらとはまったく異なる）が知られるが、墳丘を持つ古墳はこの遺跡しか知られていない。向原古墳群のあった地帯は、由比ヶ浜沿いの砂丘地帯であり、古墳時代には墳丘を持つ古墳以外に砂地に石棺だけを設ける石棺墓が造られるなど、墓域として利用される地域であった。「向原古墳群」の命名者で神奈川の著名な考古学者である赤星直忠は、現地で采女塚・和田塚以外にも塚があったという住民の証言を得ており、昔はより多くの古墳があったのではないかとしている。

## 采女塚
赤星直忠が執筆した1959年（昭和34年）発行の『鎌倉市史（考古篇）』によると、采女塚は、鎌倉市上向原（現由比ガ浜地区）にあり、1887年（明治20年）に山の方から海濱院（鎌倉海濱ホテル）方面に道路を敷く工事中に見つかり、人物形や馬形の形象埴輪が出土したという。明治時代に須藤求馬（もとめ）・坪井正五郎・八木奘三郎が鎌倉出土の埴輪だとして学会に紹介した。明治時代の時点で古墳の塚は更地にされて残っていないという。埴輪は人物形が2つだけ残り、1体は京都大学、もう1体は横浜国立大学で保存。埴輪は人物形としては時代が古い要素があり、群馬県（上野国）地方の埴輪職人の手による5世紀末期頃のものと考えられている。

## 和田塚（無常堂塚）
（和田塚も参照）采女塚と同じ鎌倉市上向原にあって、道路に一部削られたものの現在まで残る（由比ヶ浜3丁目4-7）。赤星直忠の『鎌倉市史（考古篇）』によると、この塚は1213年（建暦3年）の和田義盛の乱で戦死した義盛ほか将兵を供養した供養塚として今に伝わるが（五輪塔が林立）、かつては「無常堂塚」という古墳時代の円墳で、赤星は1926年（大正15年）頃にこの塚を訪れ、崩れた箇所から円筒埴輪や馬形埴輪の破片を採取したという。しかし、この埴輪破片は現在行方不明で、しかも現在の和田塚からは埴輪が見つからず、また鎌倉市による試掘調査の結果、墳丘と言えるものがないことが判明したこともあり、現在の和田塚は古墳ではなく鎌倉時代以後の供養塚であり、赤星が埴輪を見つけたという「和田塚」は、先に述べた「采女塚」の残骸だったのではないかとの説もある（東京国立博物館にある、和田塚から出土したと伝わる埴輪が、采女塚と同じで年代的に古いのも根拠となっている）。

## 詳しく載っている本
- 須藤求馬「鎌倉発見埴輪図説」『東京人類学会誌』11～14ページ 第12巻127号 1896年（明治29年）10月発行
- 八木奘三郎「鎌倉采女塚の遺物」『考古界』 第1巻10号 1897年（明治30年）10月発行
- 坪井正五郎「鎌倉にて発見されたる埴輪に就て」『鎌倉文明史論』403～424ページ 1909年（明治42年）1月発行

## 参考資料
- 鎌倉市史編纂委員会・赤星直忠『鎌倉市史（考古篇）』84～88ページ 1959年（昭和34年）発行
- 横須賀市自然・人文博物館・稲村繁「神奈川県の埴輪（II）-外来系埴輪の分布と交通路（前）-」『横須賀市博物館研究報告（人文科学）』62号 1～20ページ 2017年（平成29年）発行
- 神奈川県埋蔵文化財センター『潮風と砂の考古学』（図録・配布資料等）19～20ページ 2018年（平成30年）発行
- 鎌倉市教育委員会・斎藤建設『長谷小路周辺遺跡発掘調査報告書』（『長谷小路周辺遺跡発掘調査報告書』を刊行しました）2016年（平成28年）発行